# 新アッシリア帝国の移住政策

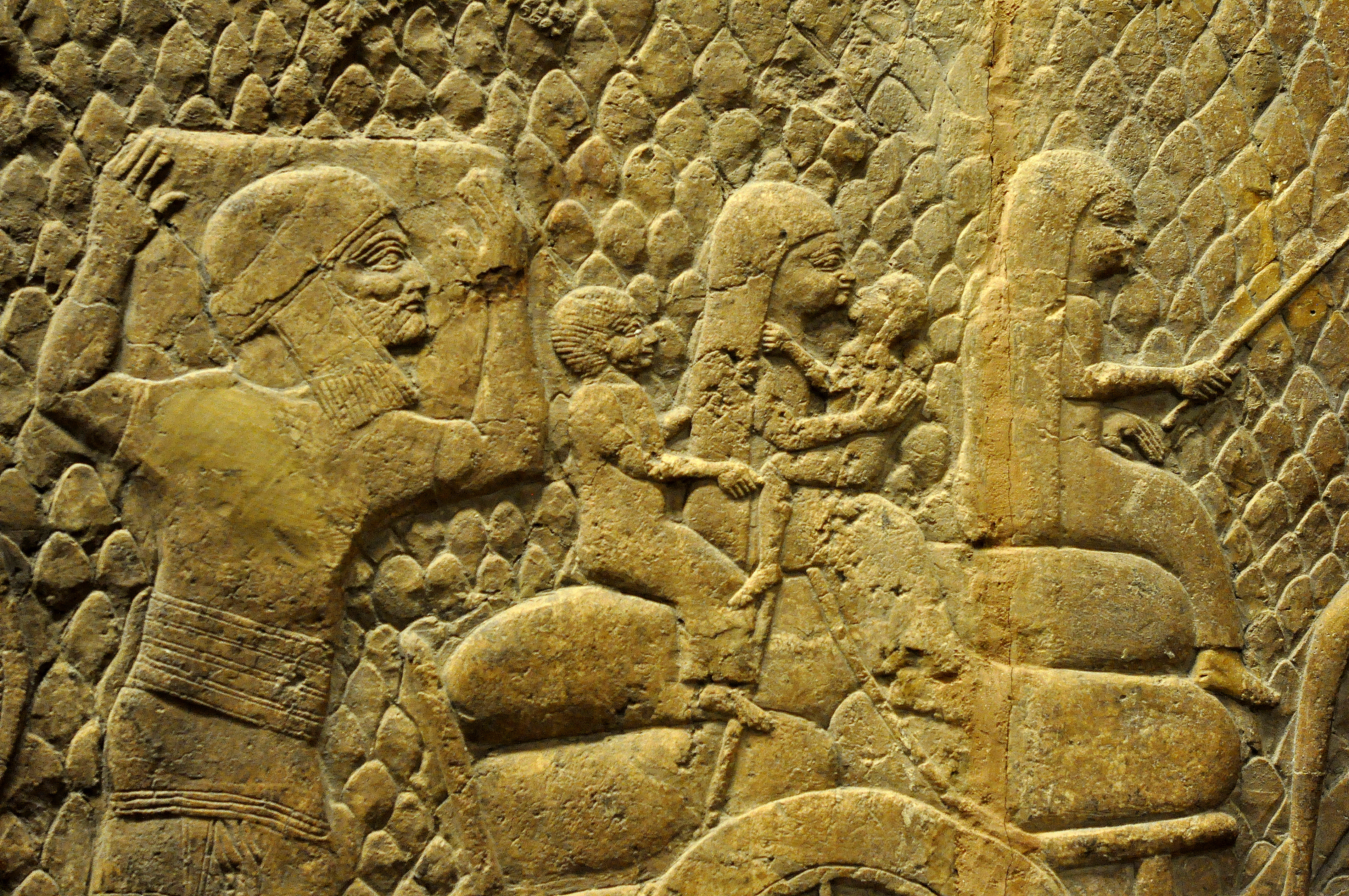
ラキシュ陥落後に強制移住させられる家族。ニネヴェの宮殿の南西の壁のレリーフ。大英博物館所蔵。

ユダヤ人のアッシリア捕囚の移送図

アダド・ニラリ2世（紀元前911年-紀元前891年）に始まる新アッシリア帝国は、その領土内で強制移住（「捕囚」または「大量捕囚」とも）と呼ばれる政策を実施した。
強制移住の大部分は、帝国を強化するために政府による慎重な計画の下に行われた。例えば農業技術を広めたり、新しい土地を開発したりするための移住がある。あるいは、政治的敵対者への罰として、死刑執行の代わりに行われた可能性がある。他には、征服された土地から選ばれたエリート層をアッシリアに移すことで、帝国の中心部に知識を蓄積して豊かにするためにも行われた。
1979年のバスタネイ・オデドによる推定では、250年間で約440万人（±90万人）が移住させられたとしている。よく知られた例としては、紀元前8世紀後半のイスラエルからの強制移住は聖書に記述されており、アッシリア捕囚として知られるようになった。

## 歴史
強制移住を最初に行ったのがアッシリアなのかは不明である。ただ、アッシリアのように肥沃な三日月地帯を支配した勢力はそれ以前に存在しないので、大規模に実施したのは彼らが初めてかもしれない。アッシリアは、紀元前13世紀には反乱への処罰として大量捕囚を使い始めていた。
紀元前9世紀から、アッシリアは何千人もの反乱の源となる人々を他の土地に定期的に移送する手法を確立した。彼らがアッシリア本国に移されずに再び反乱を起こした場合、帝国の支配基盤を弱体化させただろう。強制移住の結果、敵性集団は排除され、他の場所に定着した。以下は、アッシリア王によって行われた強制移住の一部のリストである。
- 紀元前744年ティグラト・ピレセル3世は、65,000人をイランからディヤーラー川のアッシリアとバビロニアの国境地帯に移送した。
- 紀元前742年ティグラト・ピレセル3世は、3万人をヘメサ（シリア）から東のザグロス山脈に移送した。
- 紀元前721年サルゴン2世は、サマリア（イスラエル）から27,290人を移送し、帝国全体に散らばらせたとした。ただし、先王のシャルマネセル5世によって国外追放が命じられた可能性がある。
- 紀元前707年サルゴン2世は、バビロニアから108,000人のカルデア人とバビロニア人を移送した。
- 紀元前703年センナケリブはバビロンから208,000人を移送した。

ティグラト・ピレセル3世は大規模な強制移住を組織化し、数万人、数十万人を移送させた。移送は現地のアッシリア領土化を完全なものとする手法の一つだった。

## 類別
捕囚とその後の強制移住は、征服地の人々に対する支配を維持するため、政治的な手段として使用された。帝国の政治的統一を強化したり反乱の可能性を抑えたりするため、大規模な人口グループが帝国内のさまざまな地域間で体系的に移送された。帝国の統治者は、政治的、経済的、文化的な事項を考慮して、人口移動を計画した。例えば新しい土地を開発したり、他の州で農業技術を導入したり、包囲戦と征服の間に破壊された都市を再建したり、アッシリアの中心部にある既存の都市を発展させるためなどの可能性がある。この種の計画された強制移住は紀元前9世紀に始まって紀元前8世紀後半には広まり、さらに次の世紀にまで続いた。
強制移住は、政治的敵対者への罰としても行われる可能性がある。例えば紀元前720年にサルゴン2世は、帝国の中心部から新たに征服された都市ハマト（現在のシリアのハマー）へと、権力闘争に敗れた6,300人のアッシリア人を移住させた。王は敵を処刑する代わりに強制移住を命じることで慈悲を示し、政治的脅威が帝国の中心から取り除かれる上に、戦争で荒廃した都市の再建を促進できる利点があった 。
アッシリアはまた、新しく征服された領土からその中心部に人々を移した。通常、その土地のエリート層を慎重なプロセスで選択した。このグループには、職人、学者、文化的指導者層など高度なスキルを持つ人々が含まれており、彼らを帝国の中心部に移住させることで知識と富がもたらされた。帝国の首都であるニネヴェ、カルフ、アッシュルの人口は、帝国全体から集められた人々で膨れ上がり、これらの人々は有名なアッシュルバニパルの図書館を含むアッシリアの永続的な記念物の建設に貢献した 。

## 移住の実務
アッシリア国家は、可能な限り効率的な移動を計画・監督した 。移住者が無傷で到着し、仕事に就き、新しい環境に定着する準備ができていることを意図していた 。現存するアッシリア美術の中には、役畜に引かせた家財道具を伴って家族で移動している移住者を描いたものもあれば、拘束されたり縛られたり、頬や鼻に引っ掛けられた鉤で引っ張られて行進している捕囚者を描いたものもある  。
移住に必要な物資を運ぶために、騎乗動物だけでなく船やその他の手段も使われた  。これには国の役人が直接関与した。たとえば、ある役人からティグラト・ピレセル3世への手紙には、役人が「食料、衣服、水袋、[...]靴、油」を提供して、移住者の一行を送りだすためのロバが使えるようになるのを待っていたことを報告している。

## 規模
1979年にバスタネイ・オデドが行った推計（現存文書をベースにした外挿法による）では、250年間で440万人プラスマイナス90万人が強制移住されたと推定されている。それらの85％が、アッシリアの中心部への移住だった。

## 強制移住者の状況
現存文書では、強制移住者の社会的および法的地位について直接記述されていないが、歴史家は、特にアッシリアの中心部にいる非アッシリア系の名前を持つ人々に言及している文書から、それを間接的に推測しようとした。おそらくそのような人々の多くは強制移住者だった。移住者の扱いはケースごとに異なり、一般化するのは難しい。訓練を受けていない人々は奴隷にされて大規模な建築プロジェクトに従事し、さまざまな専門職で働いていた人々は経験してきた職種で働くように配置された。
農業従事者は、帝国内の他の人々と同じような地位で、働く土地を割り当てられた 。職人、学者、商人など、高度技能職にも大勢が従事していた。
最も教育を受け訓練された者は王宮に配置された。アッシリア人としてのアイデンティティと神々に従う意思のある人々はアッシリア軍に加わることができた。国家は、新しい「アッシリア人」のアイデンティティを広めて、以前の民族的および宗教的アイデンティティをなくそうとして、強制移住者と先住民の混血を奨励した。

## 聖書の記述
新アッシリア帝国によって征服されたイスラエル人の強制移住は、「アッシリア捕囚」として旧約聖書で言及されている。最初のものは紀元前734年に発生し、列王記の王下 15:29に記されている。アッシリアのティグラト・ピレセル3世（アッスリヤの王テグラテピレセル）はイスラエルのペカ王を含む同盟軍を破ってパレスチナ北部を占領し、その後、多数のイスラエル人に対しアッシリア本土への移住を命じた  。2回目の強制移住は紀元前722年に始まるもので、列王記の王下 18:11-12に記されている。ペカの後継者であるホセア王は、紀元前724年にアッシリアに反抗した 。シャルマネセル5世（ティグラト・ピレセル3世の息子）はサマリアを包囲し、最終的に紀元前722年にシャルマネセルの後継者サルゴン2世が占領した 。サマリアの陥落後、27,280人（アッシリアの記録による） は帝国中のさまざまな場所、主にアッシリアの中心部のグザナ、および帝国東部のメディア（現在のイラン）の諸都市に強制移住させられた。メディアの都市は、サマリアの陥落から6年後の紀元前716年にアッシリアによって征服されたので、移送が実施されるまで計画に何年もかかったことを示唆している。同時に、帝国の他の地域からの人々がサマリアに送り込まれた 。

### 引用・参照元
- Bertman, Stephen (2005) (英語). Handbook to Life in Ancient Mesopotamia. Oxford University Press. p. 268 2020年11月14日閲覧。
（『古代メソポタミアにおける生活の入門書』（ステファン・バートマン、オックスフォード大学出版、2005年））
- Gottheil, Richard; Ryssel, Victor; Jastrow, Marcus; Levias, Caspar (1906). “Captivity, or Exile, Babylonian”. ジューイッシュ・エンサイクロペディア (英語). Vol. 3. New York: Funk & Wagnalls Co.
（『捕囚、すなわち流刑』（著：リチャード・ゴットヘイル、ヴィクター・ライセル、マルクス・ジャストロウ、1906年、ユダヤ百科事典、ファンク・アンド・ワグネルス出版（米国ニューヨーク）））
- Oded, Bustenay (1979) (英語). Mass deportations and deportees in the Neo-Assyrian empire. Wiesbaden: Dr. Ludwig Reichert Verlag. ISBN 3882260432
（『新アッシリア帝国における大規模国外追放と追放された人々』（著：バスタネイ・オデド、1979年、ルートヴィヒ・リーヘルト・ヴェラーグ博士出版（ドイツ）））
- Radner, Karen [英語版] (2012). “Mass deportation: the Assyrian resettlement policy”. Assyrian empire builders (英語). ユニヴァーシティ・カレッジ・ロンドン.
（『大規模国外追放：アッシリアの強制移住政策』（著：カレン・ラドナー、2012年、ウェブサイト「アッシリア帝国の建国者たち」（ユニヴァーシティ・カレッジ・ロンドン）））
- Radner, Karen (2018). Focus on Population Management (英語). en:Ludwig-Maximilians-Universität München. 2018年5月9日閲覧.
（『人口管理に焦点を当てる』（ビデオ講義）（カレン・ラドナー、2018年、コーセラによるオンライン講義。ルートヴィヒ・マクシミリアン大学ミュンヘン））
- Reid, George (1908). “Captivities of the Israelites”. カトリック百科事典 (英語). New York: en:Robert Appleton Company.
（『古代イスラエル神の捕囚』（著：ジョージ・リード、1908年、カトリック百科事典））